# Juli Batllevell
Juli Batllevell i Arús (Sabadell, Barcelona; 1864 - Barcelona; 20 de septiembre de 1928), fue uno de los principales arquitectos modernistas que trabajaron en Sabadell, juntamente con Miquel Pascual i Tintorer, Eduard M. Balcells y Josep Renom. Trabajó como arquitecto municipal de Sabadell de 1895 a 1910, paralelamente también trabajó como arquitecto municipal de Badalona (1899-1913).
Discípulo de Lluís Domènech i Montaner y colaborador de Antoni Gaudí en la Casa Calvet (1898-1900) y en el Parque Güell, donde construyó la Casa Trias (1903-1906).

## Biografía
Nació el año 1864 en Sabadell, en la casa familiar de la calle de Gracia, 127. Hijo de Gabriel Batllevell (natural de Molins de Rey y Dolors Arús Viver (natural de Papiol), fue el cuarto de cinco hermanos: Isabel, Lluís, Joan y Enric. A partir de 1860, la familia Batllevell Arús estaba instalada en Sabadell, anteriormente residían en Molins de Rey. Su padre fue nombrado en 1869 maestro de obras del Ayuntamiento de Sabadell, participando en numerosas construcciones en la ciudad.
Hizo sus primeros estudios y el bachillerato en las Escuelas Pías de Sabadell. Durante los primeros años de estudio fue compañero de Gabriel Borrell y de Enric Fatjó, que también acabarían siendo, como él, arquitectos. Estudió la carrera de arquitectura en la Escuela de Arquitectura de Madrid, donde obtuvo el título el 16 de junio de 1890. Este mismo año se estableció como arquitecto en Sabadell, con despacho en la casa familiar de la calle de Gràcia.
El 7 de marzo de 1897 contrae matrimonio con Antònia Poal Coret, de Tarrasa, prima del Abat Marcet de Montserrat, instalándose primero en la casa familiar de la calle de Gracia y luego en el número 16 de la misma calle. Posteriormente, en 1900 se trasladan a Barcelona, a la calle Roger de Láuria, 2, 1º 2.ª, aquí vivirá y tendrá el despacho el resto de su vida. El matrimonio tuvo cuatro hijos: Maria, Montserrat, Roser y Lluís.

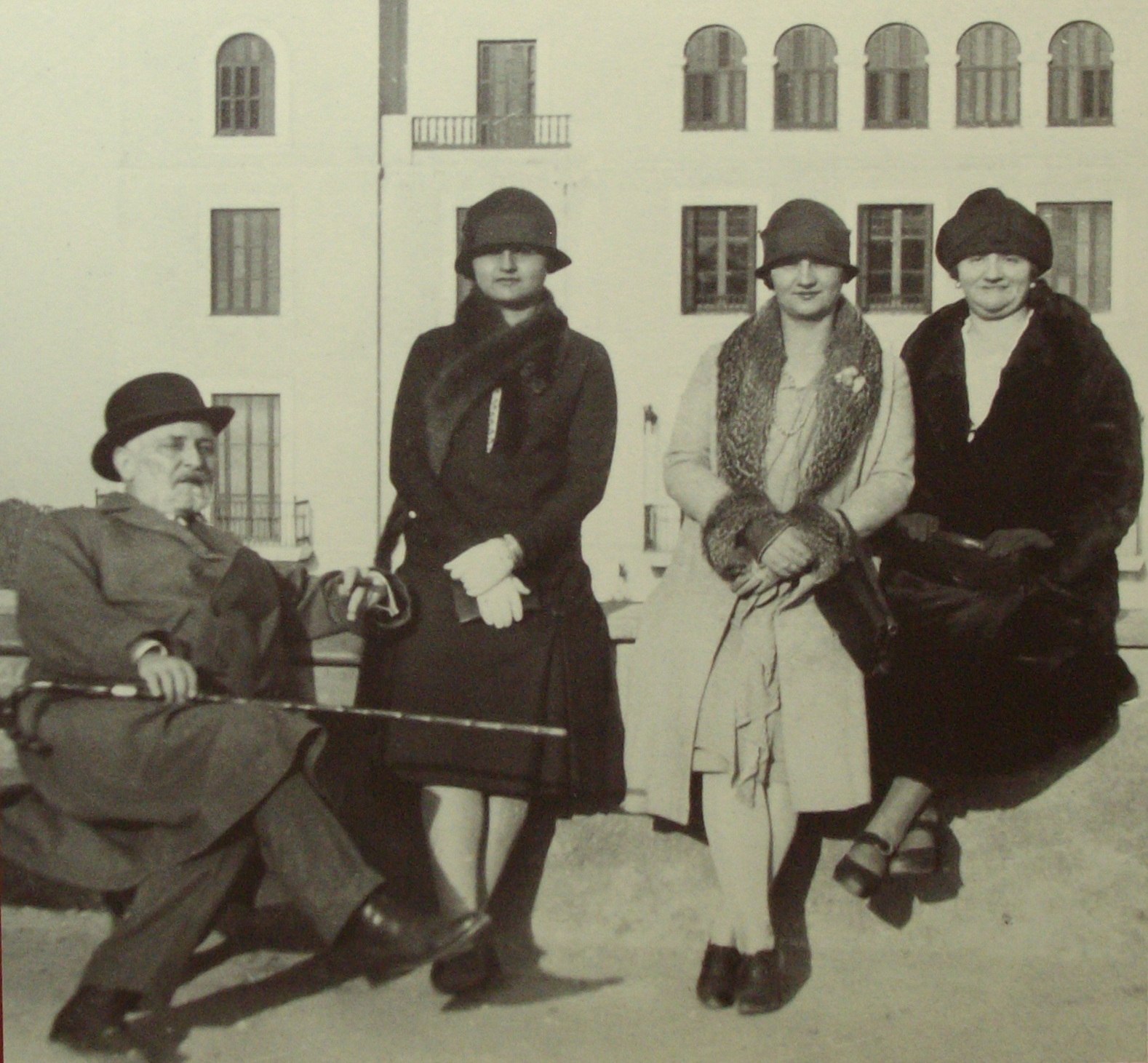
Juli Batllevell con sus hijas Montserrat y Roser, y su esposa Antònia Poal.
El Tibidabo, Barcelona, 1926.

Trabajó como arquitecto municipal de Sabadell casi quince años, entre 1895 y 1910. Al mismo tiempo, trabajó también como arquitecto municipal de Badalona (1899-1913), así como por cuenta propia, sobre todo en Barcelona y Sabadell.
En 1896 lo nombran presidente de la Sección de Ciencias, Legislación e Historia del Centro Catalán de Sabadell, también es el representante de la Academia de Bellas Artes de Sabadell en la apertura del curso del Ateneo Sabadellés del curso 1896-1897.
Ocupó la Jefatura del Cuerpo de Bomberos de Sabadell - entidad creada en 1860 - de 1900 a 1907.
En 1908 es nombrado vocal de la Junta del Centro Nacionalista Republicano de Barcelona.
A lo largo de su carrera también llevará a cabo diversas tareas dentro de la Mancomunidad de Cataluña y en la Asociación de Arquitectos de Cataluña, llegando a ser vicepresidente en 1909. A partir de 1911 formará parte de la Comisión Especial Tecnicolegal de la asociación, cargo que desarrollará durante toda su vida. Será solicitada su opinión en peritajes y lo nombrarán perito tercero en las valoraciones de fincas destinadas al Port Franc.
En 1912 es designado inspector técnico de la Comisión de Asilos y Albergues en el momento de su constitución. Y nombrado, por la Diputación de Barcelona, miembro de la comisión para la creación de la Escuela de Funcionarios, junto con Josep Puig i Cadafalch y, entre otros, Pere Corominas, siendo nombrado en 1917 vocal técnico del Patronato de dicha escuela.
En el año 1914 es nombrado revisor de cuentas del Ateneo Barcelonés, y en 1922 pasa a ser socio de la Associació Protectora de l'Enseñança Catalana, impulsada por su cuñado Manuel Folguera i Duran. En 1927 formó parte de los Comités Permanentes de Congresos Nacionales.
Juli Batllevell murió a raíz de una peritonitis el 20 de septiembre de 1928 en Barcelona, a la edad de 64 años.

## Obra

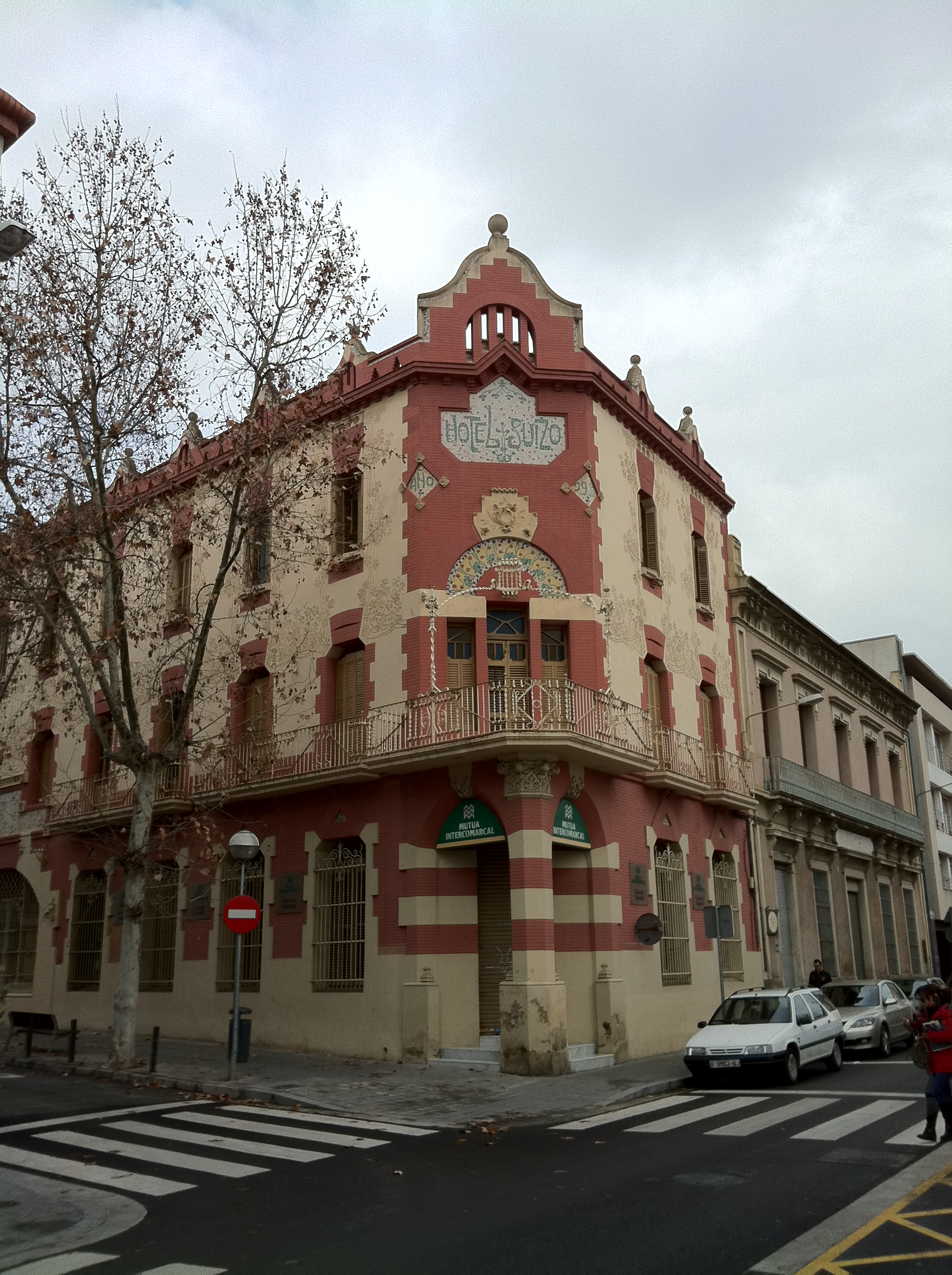
Hotel Suizo, Sabadell

Juli Batllevell construyó en Sabadell más de 120 obras de nueva planta y en Barcelona más de 40, sin contar reformas o pequeñas actuaciones. También se tiene noticias de unas cuantas obras en otras poblaciones cercanas, entre las cuales destaca la reforma de la masía del Marquet de les Roques (1895), en San Lorenzo Savall.
En Sabadell construye principalmente casas para personas de origen modesto (carpinteros, carreteros, etc.). Estas casas, de una gran simplicidad, están pensadas para cumplir unas necesidades de habilitabilidad, desligadas del concepto de arquitectura como elemento propagandístico. A pesar de la falta de singularidad, estas obras simples están caracterizadas por un tratamiento cuidadoso del detalle, donde cada una de las piezas que configura la fachada es tratada con un gran refinamiento. Aparte de la cuantiosa producción de casas sencillas, también posee muchas obras más singulares, como son casales y edificios públicos, que se convertirán en sus mejores obras, en las cuales destaca su gran capacidad creativa.
En Barcelona trabaja desde 1890 hasta su muerte. Las primeras obras que se le conocen en esta ciudad son la casa Joaquim Marquès y dos pequeñas construcciones muy sencillas realizadas en 1892 y 1893, encargadas por Eusebi Güell, mecenas de Gaudí. En esta ciudad construye principalmente casas de pisos en el Ensanche. Al contrario que en los edificios públicos de Sabadell donde rápidamente ensaya las nuevas formas modernistas, en Barcelona, adaptándose al cliente y al entorno, opta por un mayor conservadurismo de rasgos historicistas.
Los materiales y las texturas que utiliza también varían según la ciudad. En el Ensanche barcelonés no utiliza el ladrillo visto, ni el trencadís cerámico, que sí utiliza en Sabadell. En cambio, utiliza diferentes texturas de rebozados imitando sillares de piedra en Barcelona y no en Sabadell, donde los estucados son habitualmente lisos o imitando ladrillo.
En su producción sabadellense se puede ver como mayoritariamente trabaja con un estilo ecléctico marcado por un importante componente clasicista hasta aproximadamente el 1902, momento en que construye la imprenta Joan Comas y el Hotel Suizo. A pesar de todo, antes de esta fecha, ya tiene obras que se pueden considerar modernistas, como el café Euterpe (1892), la casa Bru (1897) y las Escuelas Públicas (actual Colegio Enric Casassas) (1897). La reforma de la masía de Can Borrell (1912), en Castellar del Vallés, supone su última obra con elementos modernistas.
Dentro del modernismo sabadellense, todo parece indicar que fue el introductor del trencadís, con la imprenta Joan Comas y el Hotel Suizo, una de sus mejores obras.

## Influencias y evolución estilística

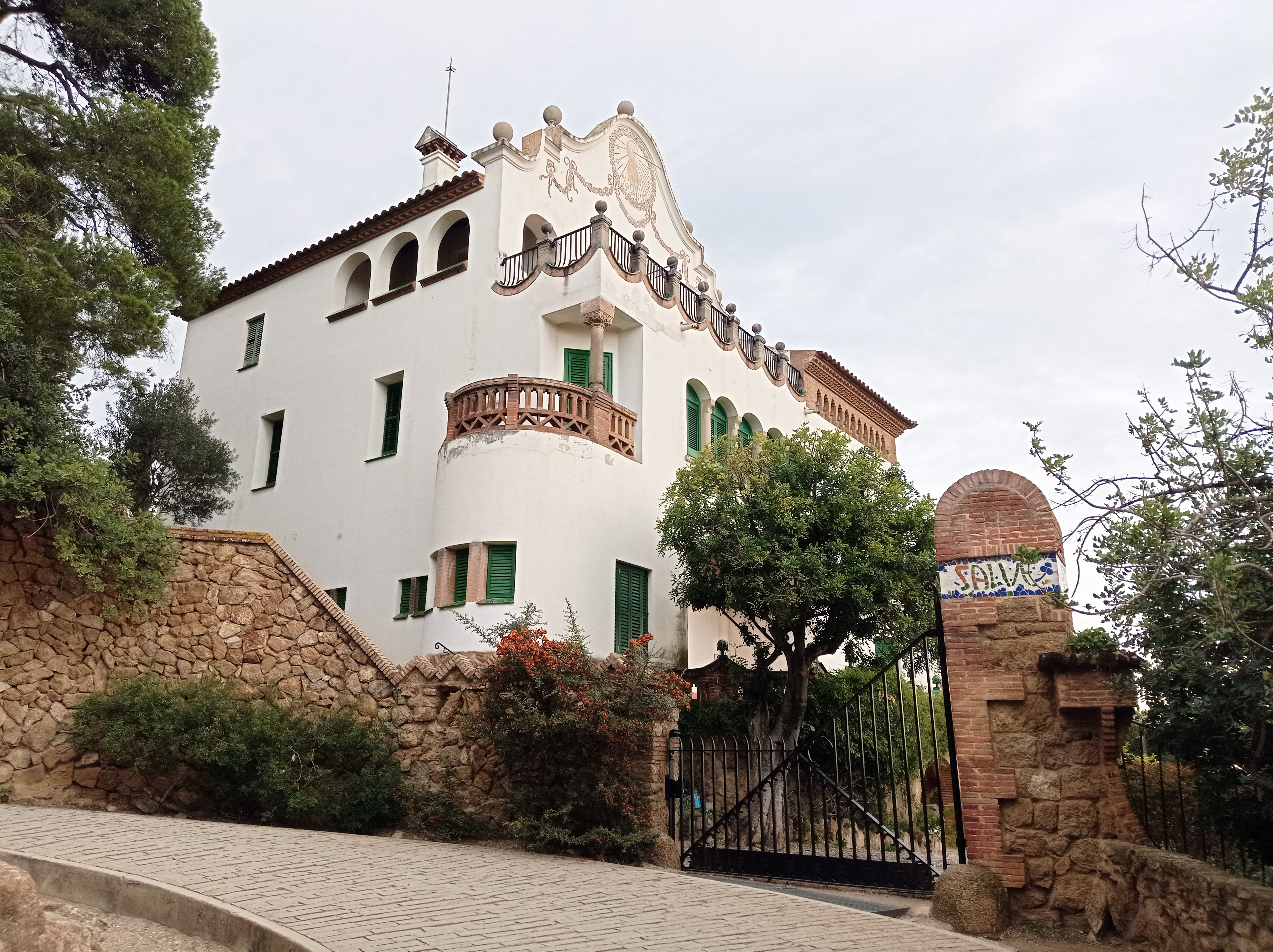
Casa Trias, en el Parque Güell (Barcelona)

En sus primeras obras de una cierta relevancia, Batllevell muestra
influencias del estilo Renaixença y del modernismo de la primera época. Paralelamente, en otras obras se mantiene dentro de las corrientes eclécticas características de finales del siglo XIX.
Su primera obra destacable es el café Euterpe de Sabadell (1892). Esta obra, claramente modernista, muestra ciertas influencias mudéjares, como también podemos observar en la obra del entonces arquitecto municipal y primer arquitecto modernista de Sabadell, Miquel Pascual i Tintorer, y en el mismo Lluís Domènech i Montaner.
Juli Batllevell fue colaborador de Gaudí, juntamente con Francisco Berenguer y Juan Rubió Bellver, en el proyecto de la Casa Calvet (1898-1900). Parece ser que después de ésta colaboración Batllevell opta claramente por la arquitectura modernista.
En 1903, el abogado Martí Trias i Domènech, nacido en Sabadell y compañero de bachillerato de Batllevell, le encarga la construcción de una casa en el Parque Güell. Se trata de una de las dos casas que se construyeron en el parque, la otra es la casa de muestra que acabó comprando el mismo Gaudí (Casa-Museu Gaudí), que se sumaban a la antigua casa que ya existía en esos terrenos, propiedad del mismo Eusebi Güell, llamada Casa Larrard y que convirtió en su residencia. A partir de este momento y como influencia directa de Gaudí y Josep Maria Jujol (que estaban construyendo el Parque Güell), Batllevell comienza a utilizar el trencadís en la casa Trias, la imprenta Comas y en el hotel Suizo.
En su obra modernista podemos distinguir dos etapas: una primera (1892-1902) de reinterpretación de estilos históricos, especialmente de influencia neomudéjar, neogótica (casa Teodor Prat en Barcelona) y neobarroca (casa Antoni Salvadó en Barcelona) y una segunda (1902-1912) dominada por la abstracción de líneas y volúmenes (casa Antònia Burés, en Barcelona, despacho Lluch, en Sabadell). En esta etapa coge mucha importancia la decoración floral y vegetal sobre diversos soportes y técnicas: relieves hechos con mortero, esgrafiados, baldosas, rejas y barandas metálicas.

## Elementos presentes en su obra
En lo que se refiere a los relieves hechos con mortero, siempre utiliza una temática vegetal, generalmente se concentran en alguna parte del edificio, como portales, dinteles de las ventanas, barandillas y elementos de coronamiento. En el despacho Lluch (1908) se utilizan como capiteles en las columnas de la galería.
De los esgrafiados con motivos vegetales o geométricos, únicamente son destacables los del Hotel Suizo (1902-1903), con una interesante decoración floral, y los del despacho Lluch con una decoración geométrica cercana a la Secesión de Viena y a la escuela de Glasgow, poco corriente en este arquitecto. En algunos de sus proyectos más sencillos incorpora esgrafiados en la zona de coronamiento o bien en la línea de imposta.

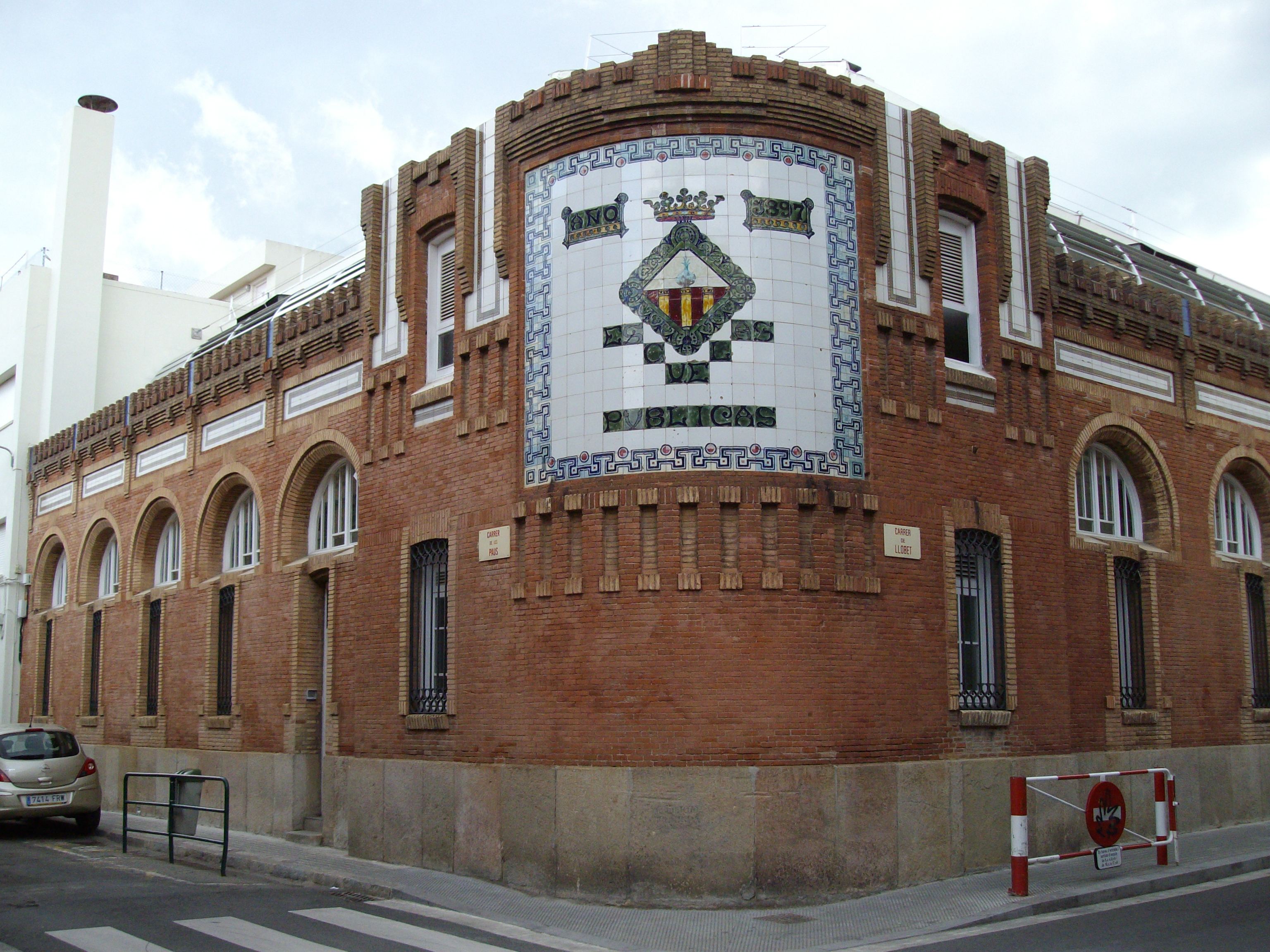
Colegio Enric Casassas, Sabadell. En la imagen puede verse el plafón cerámico realizado por Marian Burguès.

Respecto a las baldosas, Batllevell las incorpora en su arquitectura tanto en el interior como en el exterior. Una de las primeras obras en que introduce este elemento es en las Escuelas Públicas de Sabadell (actual Colegio Enric Casassas) (1897), donde aparece un plafón cerámico hecho por Marian Burguès. También cabe destacar las baldosas de molde con reflejos metálicos del pabellón de la Casa Grau (1903), y en la Casa Prats (1910) de Sabadell, donde destacan las baldosas de los arrimaderos interiores. En el despacho Lluch este elemento es utilizado para recubrir el canto del voladizo y la parte superior de las almenas.
El trencadís, técnica que utiliza la baldosa rota para recubrir superficies con una voluntad decorativa y al mismo tiempo funcional, es utilizado con mucha frecuencia por Batllevell. Las primeras obras en que hace servir esta técnica son: La imprenta Comas (1902) y el Hotel Suizo (1902-1903) de Sabadell y la Casa Trias (1903-1906) de Barcelona. Batllevell utiliza un trencadís casi siempre bien enmarcado en puntos concretos del edificio. En la imprenta Comas utiliza un diseño abstracto basado en la combinación de piezas de diferentes colores. Hace servir el mismo sistema en una de las casas Manent (calle Escuela Industrial, 18) de Sabadell. En el hotel Suizo, en cambio, hace composiciones con motivos florales de una gran delicadeza y también letras formando el nombre del edificio.
En la Casa Trias lo emplea de diferentes maneras: para formar palabras («Benvinguts, 1905»), como recubrimiento monocromo de una fuente del jardín y, otras veces, con una técnica similar a la utilizada por Jujol en el banco del Parque Güell. Después de aquí utilizará el trencadís en el despacho Lluch, con motivos florales más sencillos que en el hotel Suizo. Y también en la Casa Prats, en la cual se puede apreciar, en el exterior, una utilización parecida a la del despacho Lluch y, en el interior, un arrimadero nuevamente con una técnica similar a la de Jujol en el citado banco del Parque Güell.
En la arquitectura de Batllevell encontramos desde la reja más típica y simple del modernismo, con montantes torsionados en forma helicoidal con perfil curvilíneo o abombado
y flores de plancha metálica, hasta barandillas más trabajadas, a menudo experimentando las posibilidades de platabandas curvadas. A veces combina estas platabandas con la madera de las puertas, como en la Casa Teodor Prat (1899) de Barcelona.
Juli Batllevell es un arquitecto que utiliza todos estos elementos de manera comedida. Su modernismo es elegante y contenido, nunca es exagerado ni exuberante, ni en lo que se refiere a la decoración en relieve ni al color. Una de las características que definen a sus mejores obras es la armonía.

## Obras principales

### Badalona
- Fábrica de galletas "La Gloria", avenida Alfonso XIII / antigua carretera de Valencia, Badalona (1899) (derruida).
- Fábrica Palay Hnos, calle de San Ignacio de Loyola / calle del Progreso, Badalona (1900) (derruida).
- Casa Juan de Viala y Rubio, calle de San Felipe y de Rosés, Badalona (1902) (derruida).
- Fábrica Costa, Florit & Cia, "El Vidre" (construcción de algunas naves), calle de Oriente, Badalona (1903) (derruida).
- Fábrica Hijos de Manuel Arquer, calles de Poniente / Eduardo Maristany / Industria, Badalona (1907) (derruida).
- Fábrica Antonio Aparicio Sala (construcción de algunas naves), calle Dos de Mayo, 30 / calle de la Marina, Badalona (1909) (derruida) (en 1923 también realizó diversas intervenciones).
- Pasarela sobre la vía del tren, calle de Eduardo Maristany, Badalona (1912).
- Fábrica Cotonificio de Cornigliano-Ligure (nave interior), calles Cervantes, 13-43 / Eduardo Maristany, 190 / Industria, 253, Badalona (1912) (derruida) (entre 1913 y 1920 realizó diversas intervenciones).
- Sociedad Gral. Industria y Comercio, CACI (chalet del director, portería y valla), calle Eduardo Maristany, Badalona (1913) (la fábrica se conserva pero el chalet y el resto se derruyó).
- Fábrica Gerardo Collardin (reforma), calle Antonio Bori / calle Wilfredo, Badalona (1915) (derruida) (en 1916-1917 construyó diversas naves).
- Fábrica Hijos de Ramón Rosés S.C. (intervención en las naves interiores), carretera de Mataró, 27, Badalona (1919).
- Adaptación del Cine Picarol al nuevo Teatro Guimerà, plaza de la Villa, 5, Badalona (1924) (completamente transformado).

### Barcelona
- Casa Joaquín Marqués / Pedro Crós, calle de Tamarit, 113, Barcelona (1890) (probablemente sea el n.º 187, porque han cambiado la numeración de la calle).
- Torre Pau Borrell, paseo de la Bonanova, 63, Barcelona (1893) (derruida).
- Casas Buenaventura Balcells Carol, calle Balmes, 141-143, Barcelona (1898-1899).
- Casa Teodor Prat Masdeu, calle Bailén, 9 (1899)[5] - calle Bailén, 7 (1901), Barcelona.
- Almacén y bloque de viviendas José Balcells Cortada, calle Nueva de la Rambla, 39-41 / calle del Este, 2-4, Barcelona (1899) (derruido, sólo se conservan los arcos de la planta baja).
- Casa Martí Trias i Domènech, Parque Güell, Barcelona (1903-1906).
- Vestíbulo del Círculo del Liceo, La Rambla, 63, Barcelona (1903).
- Casa Antonio Castañer, Villa Maria, carretera de Sarriá a Vallvidriera, 102, Barcelona (1903).
- Casa Antoni Salvadó[6], calle Caspe, 46, Barcelona (1904).
- Casa Josep Pons Arola, Calle Consejo de Ciento, 293, Barcelona (1904) (derruida).
- Almacén Josep Pons Arola, calle Pujades, 70, Barcelona (1904) (derruido).
- Casa Joan Coma, calle del Marqués de Campo Sagrado, 29, Barcelona (1904-1905).
- Almacén y vivienda José Balcells Vallbona, calle de la Guardia, 15, Barcelona (1905).
- Casa Josep Pons Arola, calle de Nápoles, 99-101, Barcelona (1905).
- Cuartel de la Guardia Civil del Parque Güell (encargada por Eusebio Güell), avenida del Santuario de San José de la Montaña, 31-35, Barcelona (1905).
- Casa Antonia Burés,[7] calle Ausiás March, 42-46, Barcelona (1906).
- Torre Bulart-Rialp, calle del Císter, 25 / calle Melilla, 9, Barcelona (1906).
- Torre Gabriel Gelabert, calle del Císter, 17-19 / calle de El Vendrell, 2, Barcelona (1907) (desaparecida).
- Casa José Terrés, calle del Peligro, 50, Barcelona (1907).
- Casas José Balcells Vallbona, calle Balmes, 137-139, Barcelona (1908).
- Nave para Luis Gonzaga Pons y Enrich, calle de Iradier / calle de Tetuán, Barcelona (1909).
- Casa Enric Pi i Cabañas, calle Enrique Granados, 72, Barcelona (1911).
- Casas Francisco Margenat Tobella, calle de Angli, 80 / calle Inmaculada, 2, Barcelona (1914) (transformadas).
- Ampliación y decoración interior de la Casa Juan Romagosa, Torre San Jordi, calle Navarro Reverter, 15, Barcelona (1916) (muy transformada).
- Casa Antonio Romagosa (Villa Mercedes), calle Navarro Reverter, 13, Barcelona (1916).
- Fachada posterior y decoración interior de la Casa Jaume Brutau Manent, calle de Angli, 50, Barcelona (1916) (muy transformada).
- Fábrica Salat S.A., calle Lérida / avenida de Rius y Taulet, 1-5, Barcelona (1917) (derruida).
- Reforma de la Casa José Balcells Vallbona, paseo de Gracia, 20, Barcelona (1918).
- Garaje y tienda de automóviles Stevenson, Romagosa y Cia., calle de El Bruc, 101-103 / calle Valencia, 295-301, Barcelona (1920) (derruido).
- Almacén y vivienda Elvira Cornet, viuda Peyra, calle de Caspe, 85-87, Barcelona (1921) (derruido).
- Reforma de la Casa Enriqueta Balaguer, Rambla de Cataluña, 41, Barcelona (1921).
- Ampliación de la Torre Pío Fatjó, calle de la Esperanza, 32, Barcelona (1921).
- Capilla del Sagrado Corazón de Jesús, calle de Queralt, Barcelona (1921).
- Casas Matías dos Santos, calle de Caspe, 88-90, Barcelona (1922).
- Casa Bonaventura Brutau, calle de Aragón, 275, Barcelona (1923) (derruida).
- Casa Josep Cañameras, calle de la Diputación, 421-423 / calle Sicilia, 230-232, Barcelona (1924) (derruida).
- Casa Francesc Almirall, calle de Muntaner, 182, Barcelona (1924).
- Colegio de Abogados de Barcelona (reforma y adaptación del Palacio Casades), calle Mallorca, 283 / calle Lauria, 103-111, Barcelona (1924).
- Ampliación de la Casa Enric Roger, calle de Gerona, 24, Barcelona (1925).
- Casas Ramon Massana Bru, calle de Muntaner, 83A / calle de Valencia, 190, Barcelona (1925-1926).
- Fábrica de la Compañía del Gramófono, Sociedad Anónima Española, La Voz de su Amo (Casa Odeón), calle de Urgel, 224-234 / calle de Córcega, 161, Barcelona (1926-1928) (derruida).
- Casa Florita Peris Mencheta, calle de la Diputación, 475, Barcelona (1928).
- Casa Dolors Guix, calle de la Diputación, 477, Barcelona (1928).
- Casa Dolors Peris, calle de la Diputación, 479, Barcelona (1928).

### Castellar del Vallés
- Reforma y ampliación de la masía de Ca n'Oliver, camino de Ca n'Oliver, a la altura de la carretera de Prats de Llusanés, km. 5.8, Castellar del Vallés (1900).
- Reforma de la masía de Can Borrell, carretera de San Lorenzo Savall, km. 9.2, Castellar del Vallés (1912).

### El Prat de Llobregat
- Casas José Balcells Vallbona, calle de Frederic Soler, 12-18, El Prat de Llobregat (1906).
- Casas Francisco Balcells Vallbona, calle de Frederic Soler, 24-30, El Prat de Llobregat (1925).
- Reforma de la Torre Balcells Vallbona, plaza de Pau Casals, 2, El Prat de Llobregat (1925).

### Mataró
- Casa Josep Viladevall / Àngela Brutau, calle de San Agustín, 23-25 / calle Jaume Ibran, Mataró (1912).

### Molins de Rey
- Colegio Sant Miquel (Congregación de los hijos de la Sagrada Familia), calle del Pintor Carbonell, 4, Molins de Rey (1894) (derruido).

### Sabadell
- Café de Soler i Cruz, calle Industria, 59, Sabadell (1891) (transformado por él mismo en el Hotel Suizo en 1902).
- Casas Jaume Gorina i Pujol, calle de Riego, 82-90, Sabadell (1891).
- Centro Catalán, Rambla, 75, Sabadell (1892) (derruido).
- Pasteleria Garriga Moner, Rambla, 1, Sabadell (1892) (desaparecida).
- Café de Euterpe, Rambla, 3, Sabadell (1892) (desaparecido en 1956).
- Teatro de Euterpe, Rambla, 3B, Sabadell (1893) (desaparecido en 2006).
- Casa Josep Badia, Plaza Mayor, 58-60, Sabadell (1893) (transformada por él mismo en la Casa Vicente Ferrer en 1899-1901).
- Despacho sucesores de Buenaventura Brutau, Rambla, 5, Sabadell (1893) (derruido).
- Casa Bru (Casa Miralles),[8] calle Gracia, 129-131, Sabadell (1893).
- Fábrica La Auxiliar Industrial Sabadellense, calle de Santa Perpetua de la Moguda, Sabadell (1894) (completamente desfigurada).
- Casas Rosa Tomàs i Galceràn, calle de Gracia, 153-155, Sabadell (1894).
- Sucursal Obrera del Colegio Hispano Francés (Hermanos Maristas), Rambla, 35, Sabadell (1895) (derruido).
- Casa Antonio Oliver Buxó, calle Gracia, 14-16, Sabadell (1895) (completamente desfigurada y ampliada).
- Fábrica Manuel Salas Montblanch, calles Calders / Fray Luis de León / Samuntada / avenida de Barberá, Sabadell (1896) (derruido).
- Prisión de Partido,[9] calle Alfonso Sala / Tres Cruces / Covadonga, Sabadell (1897) (desaparecido en 1971).
- Escuelas Públicas,[10] calle de Llobet, 77, Sabadell (1897) (actual Colegio Enric Casassas).
- Edificio La Energía,[11] plaza del Gas, Sabadell (1899) (antiguo edificio industrial de producción de electricidad a partir de motores de gas, desde 2011 acoge el Museo del Gas).[12]
- Mas Batllevell (Casa Lluís Batllevell i Arús), Els Merinals, entre las fincas de Can Gambús y Can Canals, Sabadell (1899) (derruido).
- Casa y taller Miquel Sala Cortada, calle Blasco de Garay / Marqués de Comillas, Sabadell (1899) (el taller se conserva, pero la casa está muy transformada).
- Fábrica Buenaventura Brutau y Manent (Vapor d'en Palà), calles Bosch i Cardellach / Sallarès i Pla / Félix Amat / San Olegario, Sabadell (1899-1902) (una parte se convirtió en viviendas unifamiliares, el resto fue derruido).
- Fábrica La Energía,[13] calles Padre Fita / El Bruc / Buxeda / Vergós, Sabadell (1899) (antigua fábrica destinada a la producción de gas para iluminación, calefacción y fuerza motriz, sólo se conserva la nave principal y la portería).
- Urbanización de "Els Jardinets", plaza del Dr. Robert, Sabadell (1900-1903) (desaparecido).
- Círculo Republicano Federal de Sant Vicenç de Jonqueres, calle de Dinarés, 4-10, Sabadell (1900) (derruido).
- Casa Antònia Turull Pons, calle Montserrat, 69, Sabadell (1901).
- Casa Joaquim Sabater Ferré, paseo de la plaza Mayor, 41, Sabadell (1901) (transformada).
- Café Condal, Rambla, 6, Sabadell (1901-1902) (derruido).
- Fachada posterior del Ayuntamiento de Sabadell[14] (reforma), plaza de San Roque, 1, Sabadell (1901) (el edificio fue construido por su padre, Gabriel Batllevell, en 1871 como colegio Escolapio).[15]
- Casa Mateu Brujas Romeu,[16] Rambla, 9-11, Sabadell (1901).
- Casa Vicente Ferrer, Plaza Mayor, 58-60 / calle de la Palanca / calle de Burriana, 4-6, Sabadell (1901) (En los bajos de la casa se encontraba la droguería "Las Drogas" y la farmacia "La Barcelonesa" (1902) (actual farmacia Llop)).[17]
- Hotel España,[18] Rambla, 22-24, Sabadell (1901) (el edificio dejó de utilizarse como hotel en 1933, posteriormente ha recibido diferentes usos).[19]
- Casa Juan Parera Marcet, calle de Garcilaso, 75, Sabadell (1902).
- Imprenta Joan Comas, calle Lacy / Rambla, Sabadell (1902) (desaparecido).
- Hotel Suizo,[20] calle Industria, 59, Sabadell (1902-1903) (el edificio dejó de utilizarse como hotel en 1913, posteriormente ha recibido diferentes usos).
- Casas Rosa Manent Camps (viuda de Brutau),[21] calle Escuela Industrial, 12-16-18, Sabadell (1902-1906).
- Ferretería Puigmartí, Rambla, 13, Sabadell (1903) (derruido).
- Casa Jaume Brutau / Josefina Roca, Rambla, 7, Sabadell (1903) (derruida).
- Casa Marcet Font (Casa Grau)[22] (reforma), calle Joan Maragall / plaza del Gas, Sabadell (1903) (construcción del pabellón del jardín).
- Casas Rosa Manent Camps (viuda de Brutau), calle Calderón, 29-31, Sabadell (1904).
- Despacho Feliu Sampere, calle de la Industria, Sabadell (1904) (derruido).
- Casa Antonino Oliver (ampliación), calle del Jardín, 8, Sabadell (1904).
- Casa y cocheras Llorenç Llobet, calle de las Tres Cruces / calle Covadonga, Sabadell (1904) (derruidas).
- Casa y fábrica Mateu Brujas Romeu (reformas), calle de Colomer / Gran Vía, Sabadell (1904) (derruidas).
- Casas Mariano Pla i Utset, calle de Gurrea, 116-118, Sabadell (1905).
- Casa Rafael Llonch[23] (reforma), calle de Riego, 59-61, Sabadell (1907).
- Despacho Maria Soley (viuda de Antoni Taulé), calle Sallarés i Pla / calle de Lacy, Sabadell (1907) (derruido).
- Despacho Lluch,[24] calle Indústria, 10, Sabadell (1908).
- Despacho Joan Gorina, Rambla / calle de Cervantes, Sabadell (1909) (derruido).
- Despacho Bartolomé Guasch, calle de la Estación, Sabadell (1910) (derruido).
- Casa Prats,[25] calle Font, 32, Sabadell (1910).
- Caserna de la Guardia Civil, calle Gabriel Batllevell, 18-31, Sabadell (1911-1913).
- Cocheras de la agencia de transportes Viuda Casas, calle de las Tres Cruces / calle San Lorenzo, Sabadell (1911) (derruidas).
- Casa Pere Francesc i Ruhí,[26] Vía Massagué, 44, Sabadell (1922).

### San Cugat del Vallés
- Casas Enric Pi i Cabañas, calle de San Medín, 27-29, San Cugat del Vallès (1907).

### San Lorenzo Savall
- El Marquet de les Roques[4] (reforma en colaboración con su padre, Gabriel Batllevell), en el parque natural de Sant Llorenç del Munt i l'Obac, San Lorenzo Savall (1895).

### Santa Coloma de Cervelló
- Chalet Manuel Folguera / Paulina Poal, bosque de Joaquim Folguera, 5, Colonia Güell, Santa Coloma de Cervelló (1923) (muy transformado).

### Sitges
- Villa Subur, avenida Artur Carbonell, 23, Sitges (1908).
- Villa Remei, avenida Artur Carbonell, 25, Sitges (1911).

### Tarrasa
- Ayuntamiento de Sant Pere de Terrassa,[27] calle Mayor de San Pedro, 20 / calle del Alcalde Parellada, 2, Tarrasa (1897).
- Casa Maria Ramon i Marimon, calle Mayor de San Pedro, 95 / paseo 22 de Julio, Tarrasa (1899) (muy modificada).

## Galería de imágenes

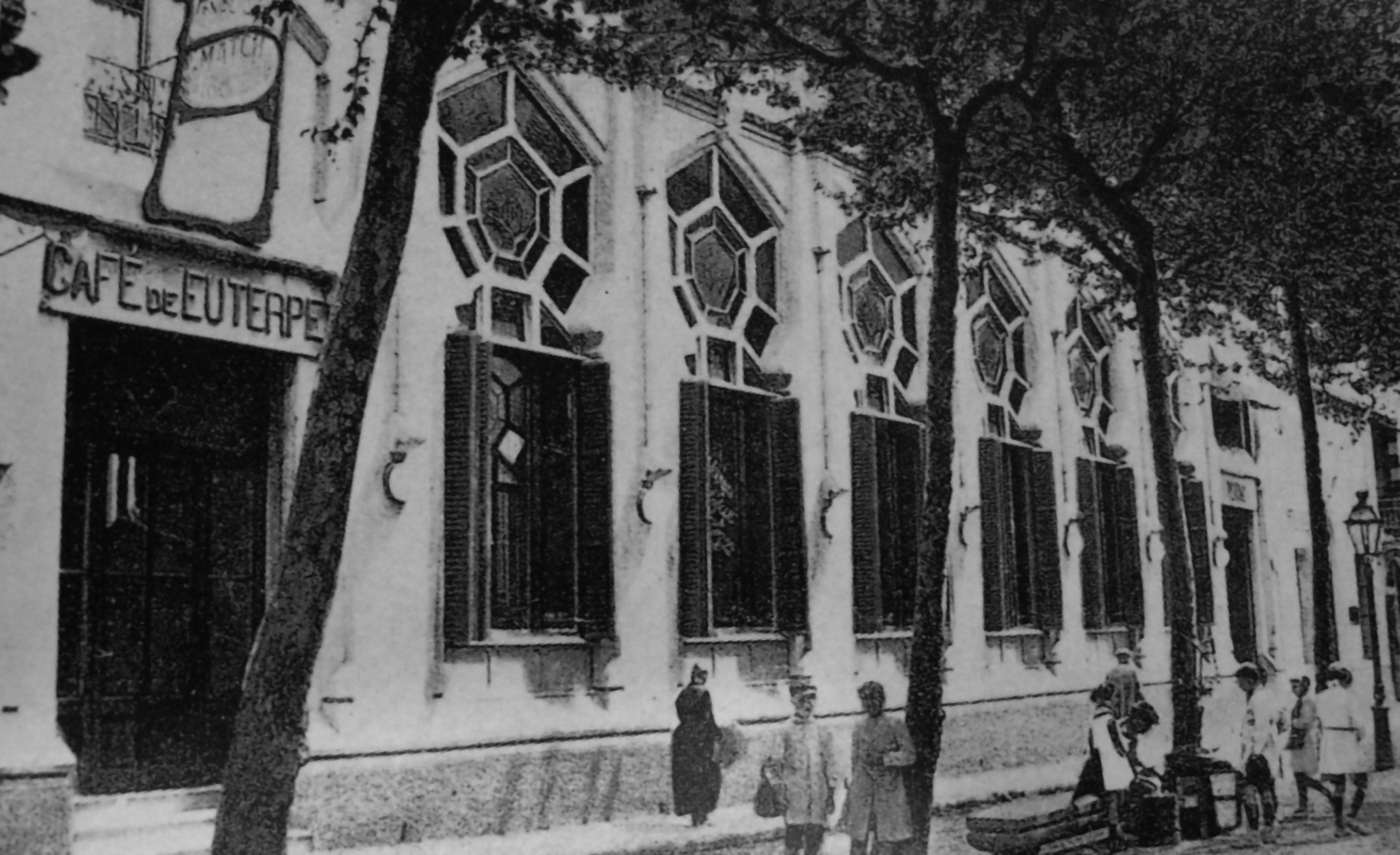
Café de Euterpe (Sabadell)
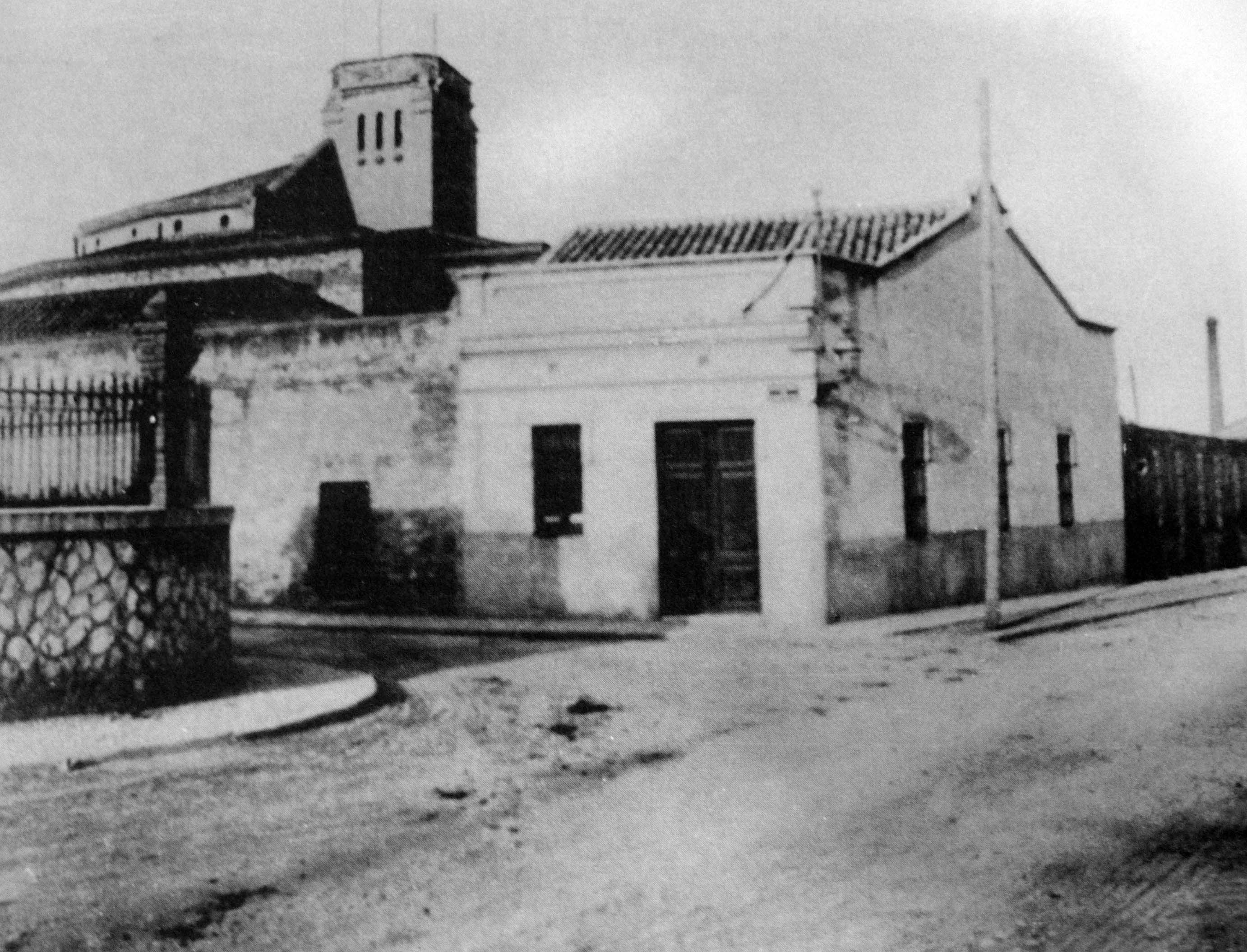
Prisión de Partido de Sabadell
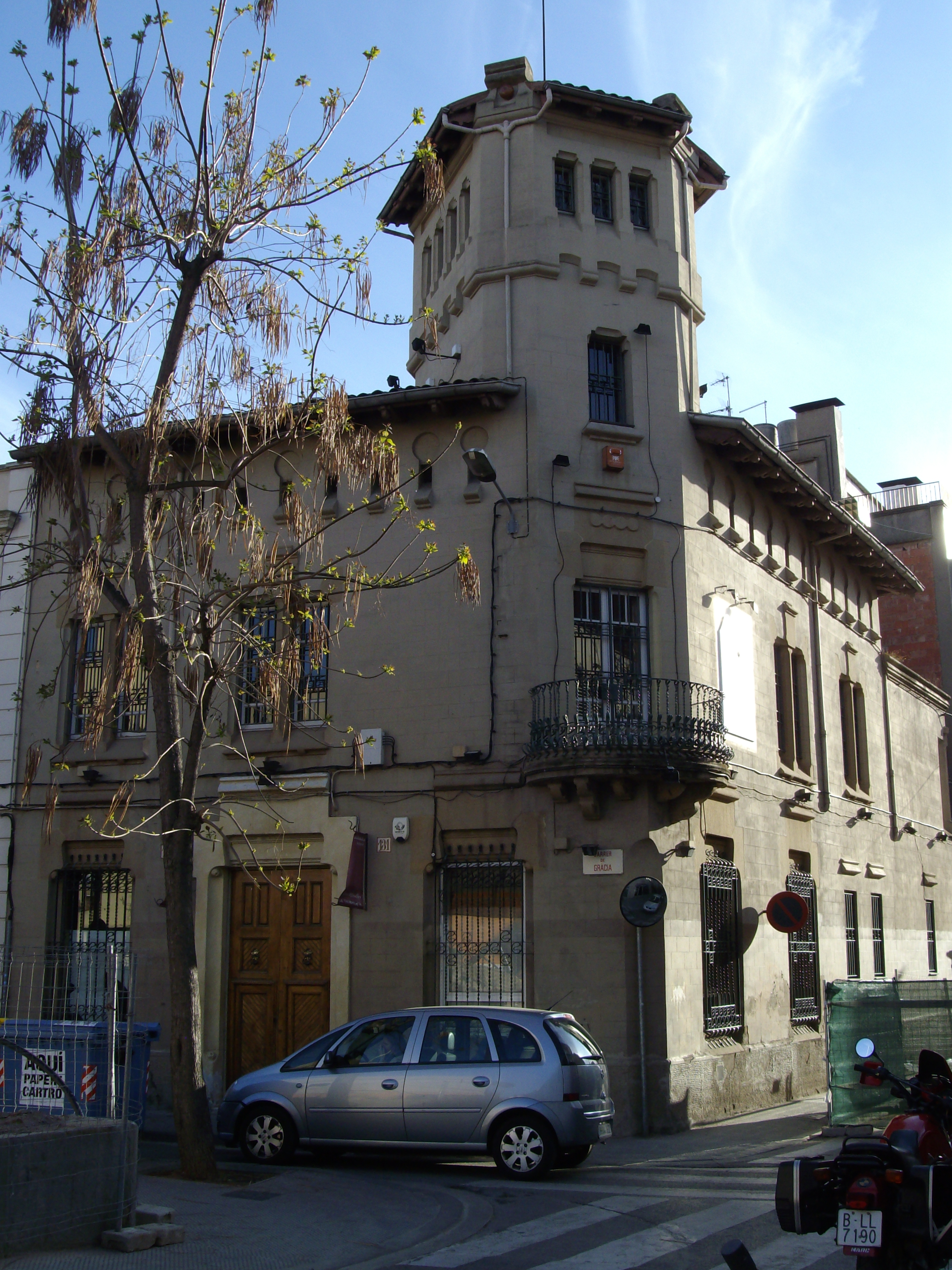
Casa Bru (Sabadell)
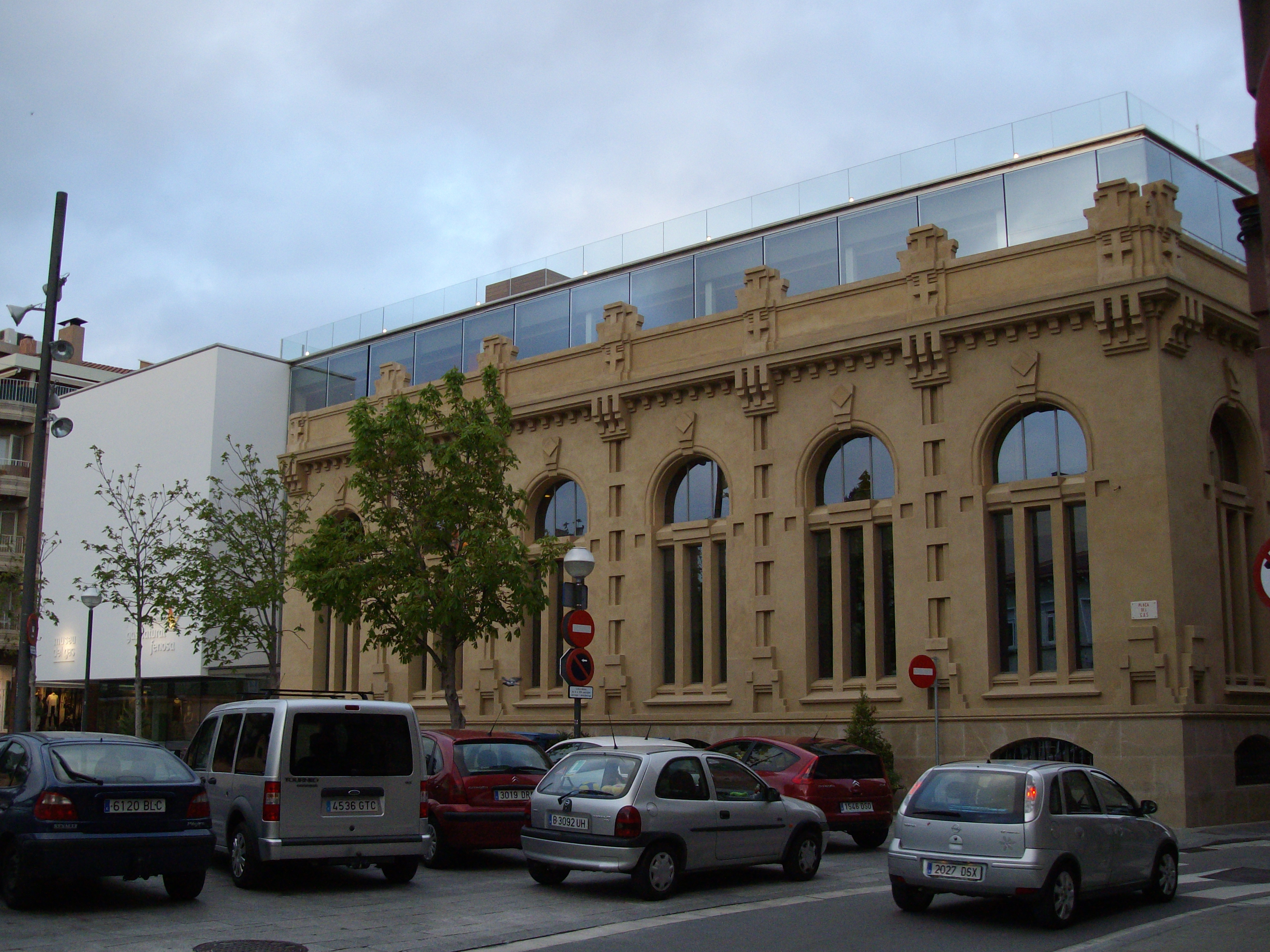
Edificio La Energía (Sabadell)
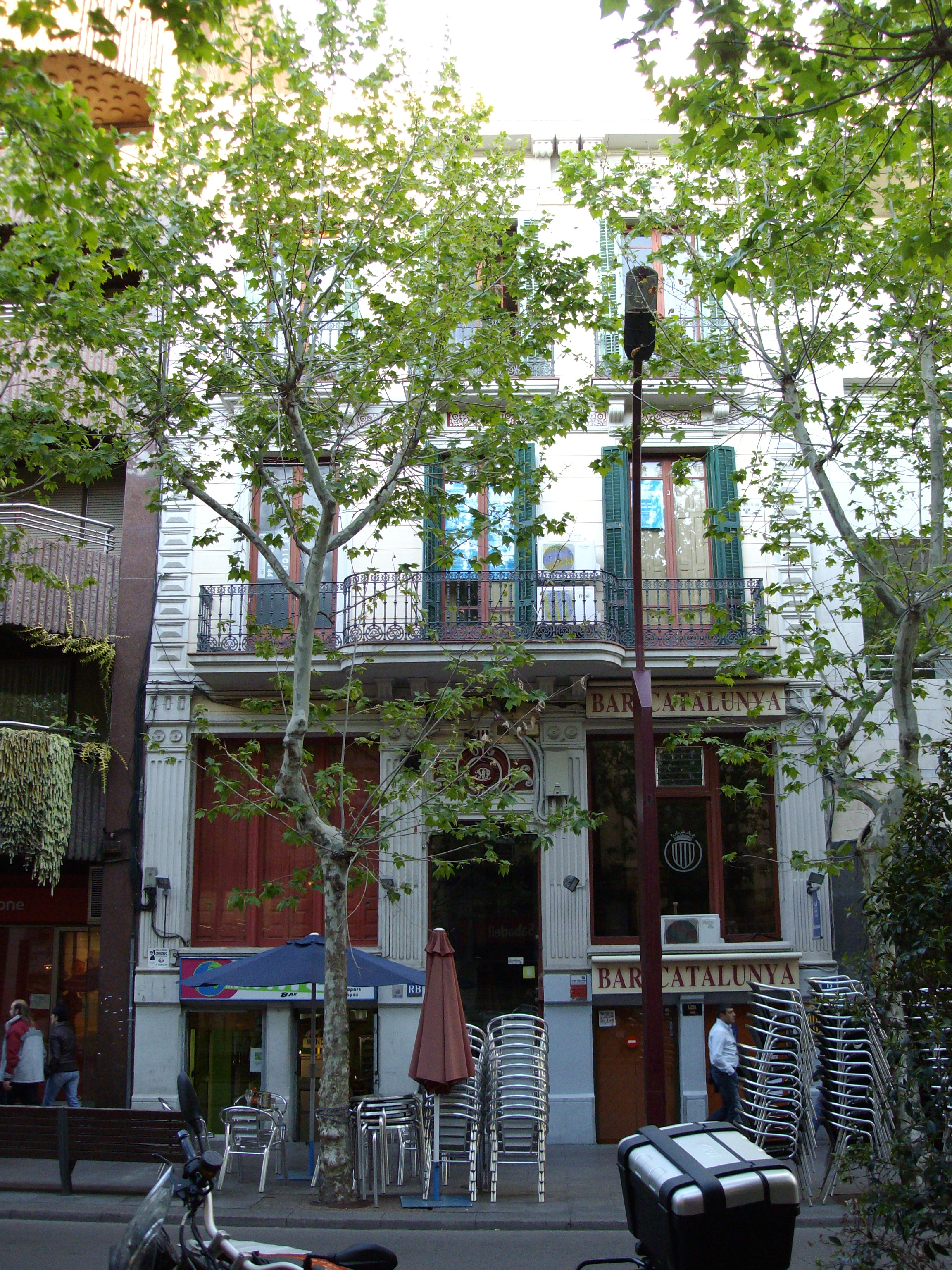
Casa Mateu Brujas (Sabadell)
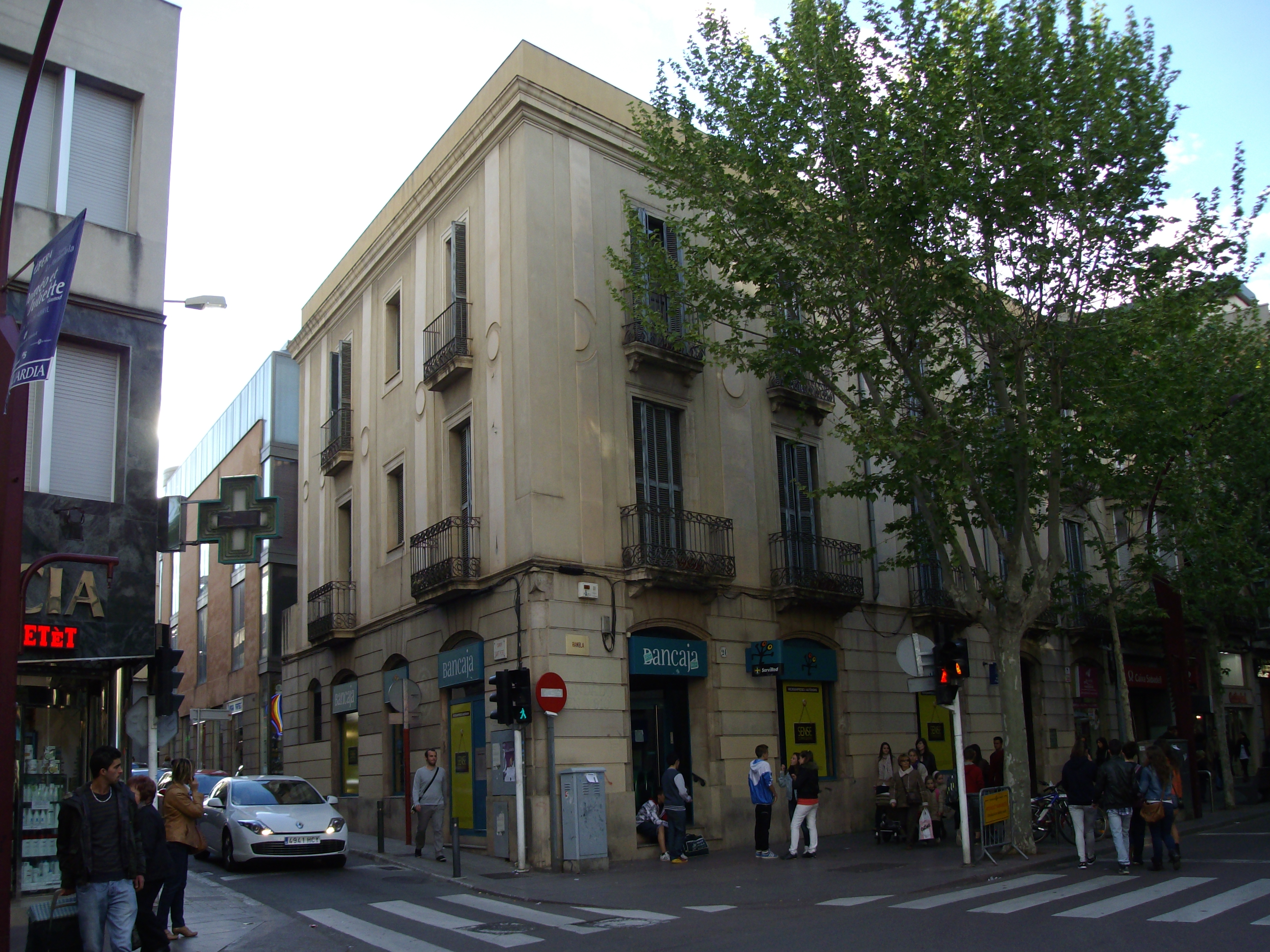
Hotel España (Sabadell)
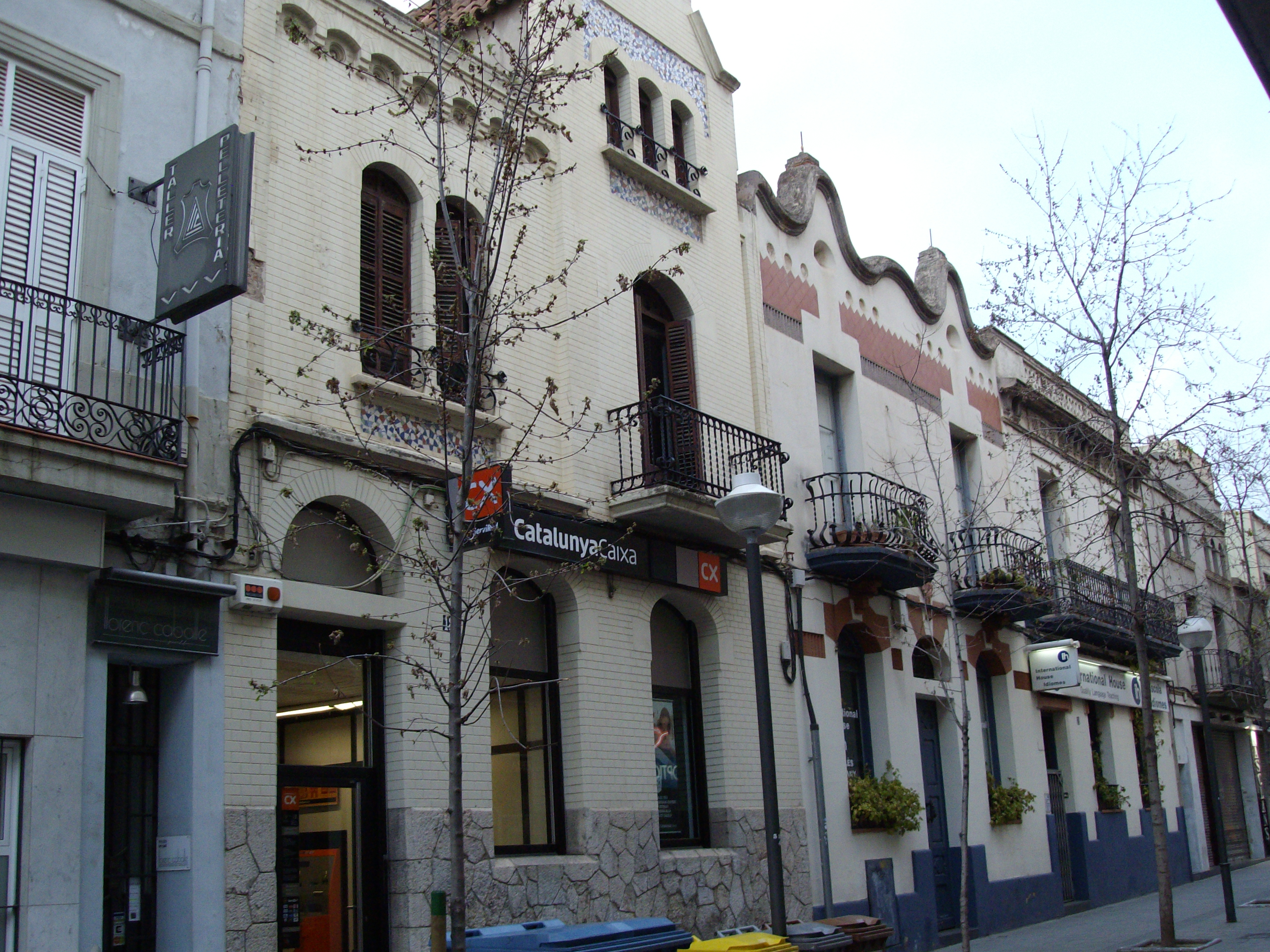
Casas Manent (Sabadell)
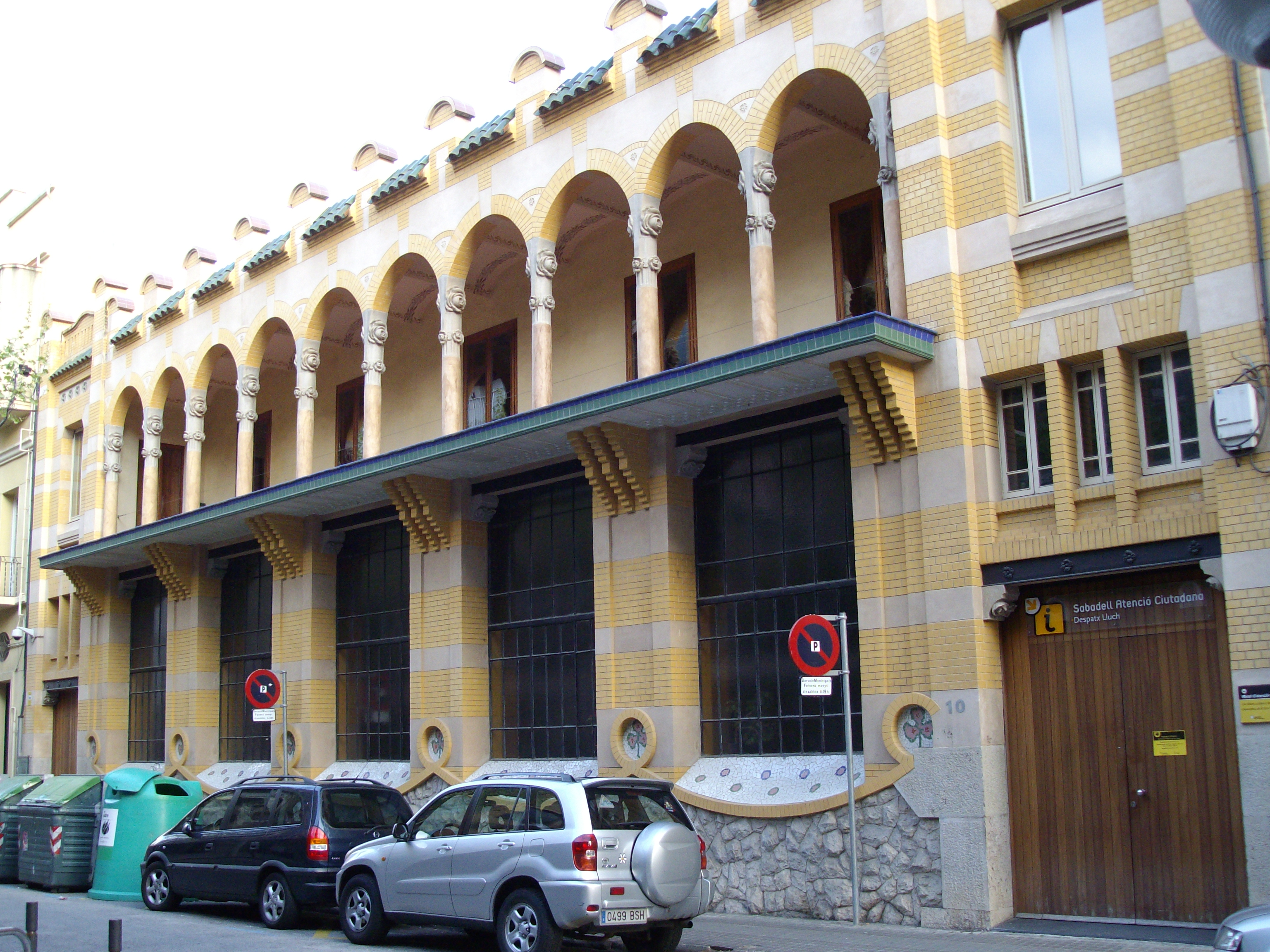
Despacho Lluch (Sabadell)
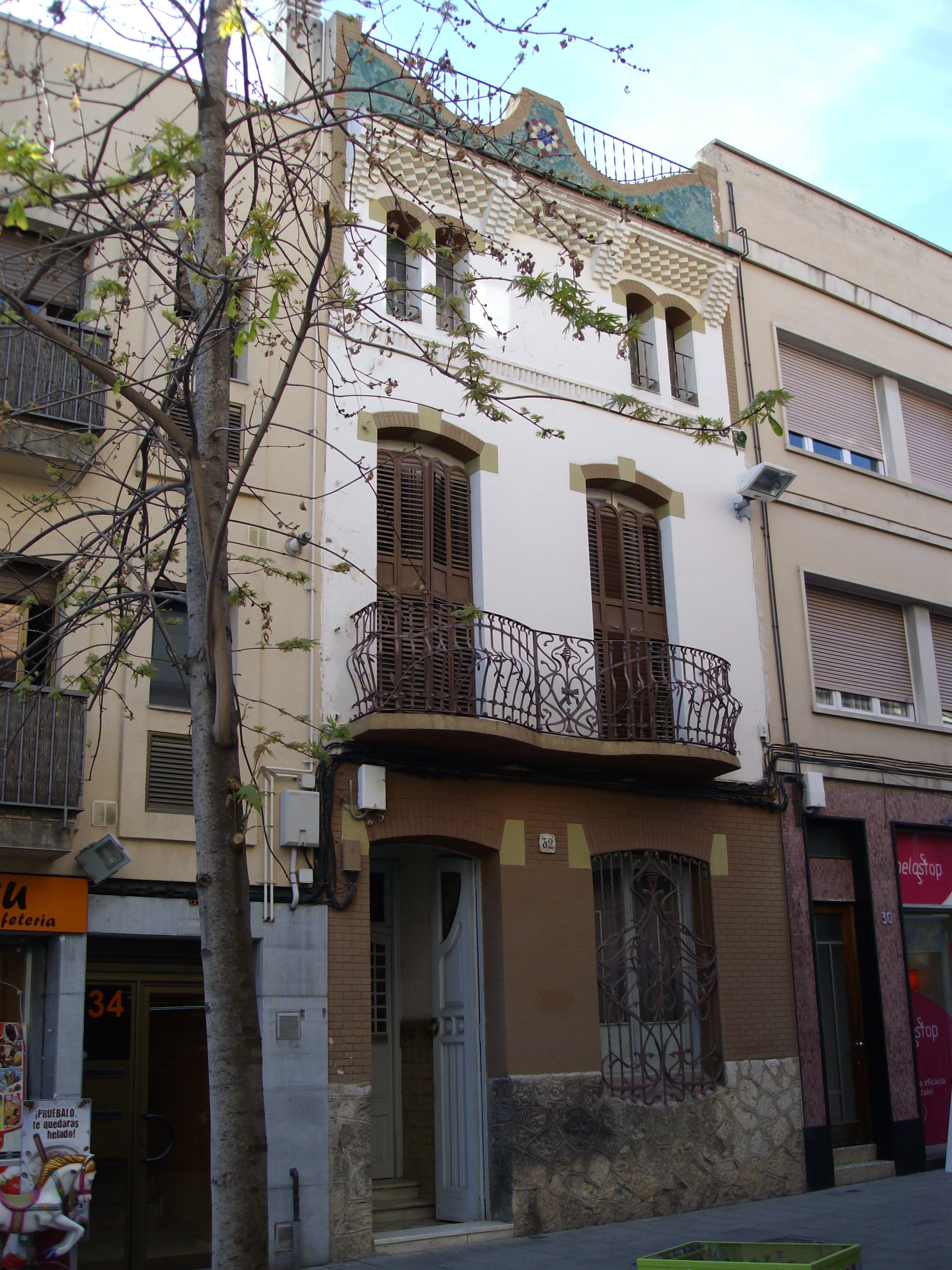
Casa Prats (Sabadell)
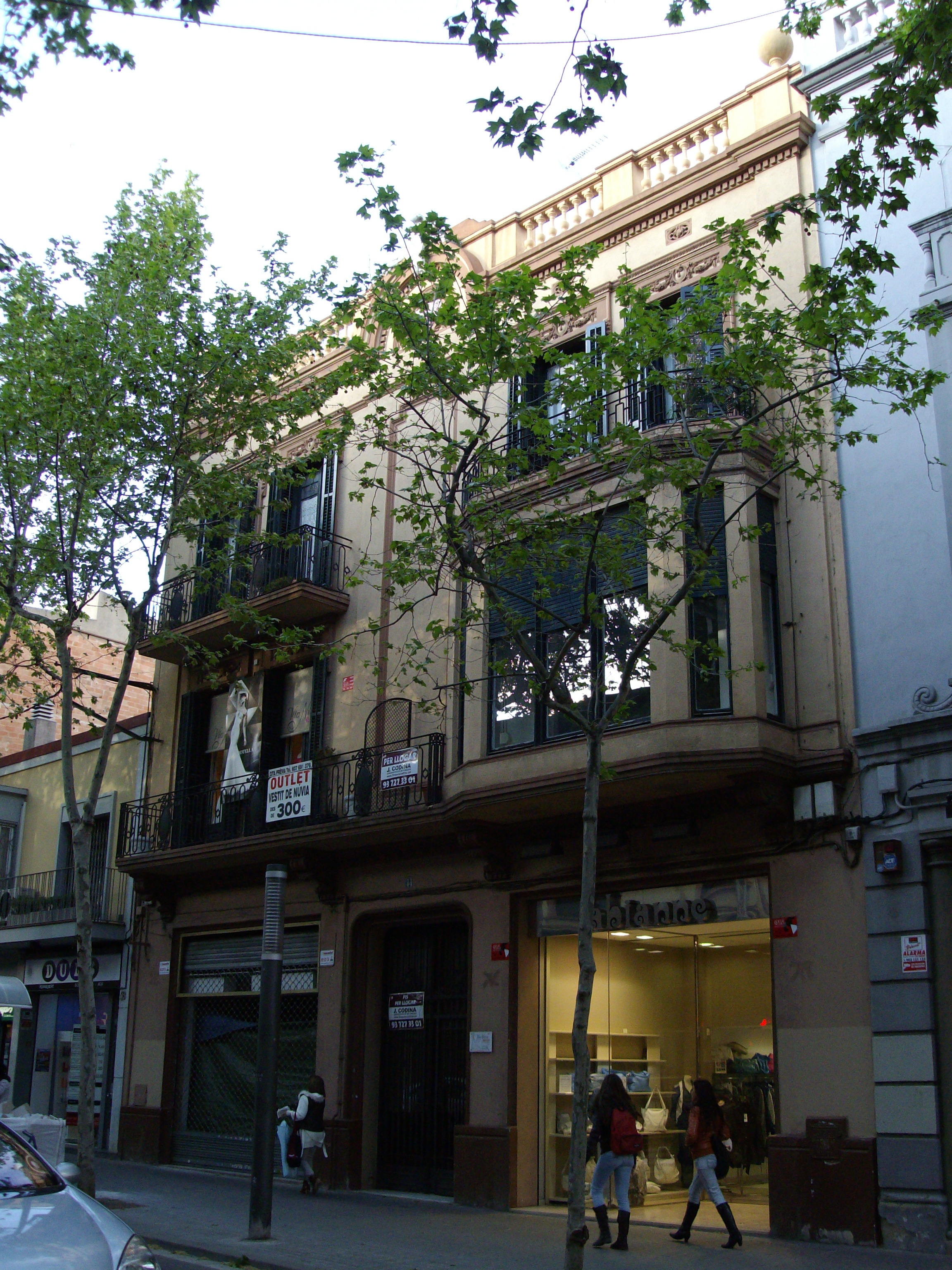
Casa Francesc Ruhí (Sabadell)
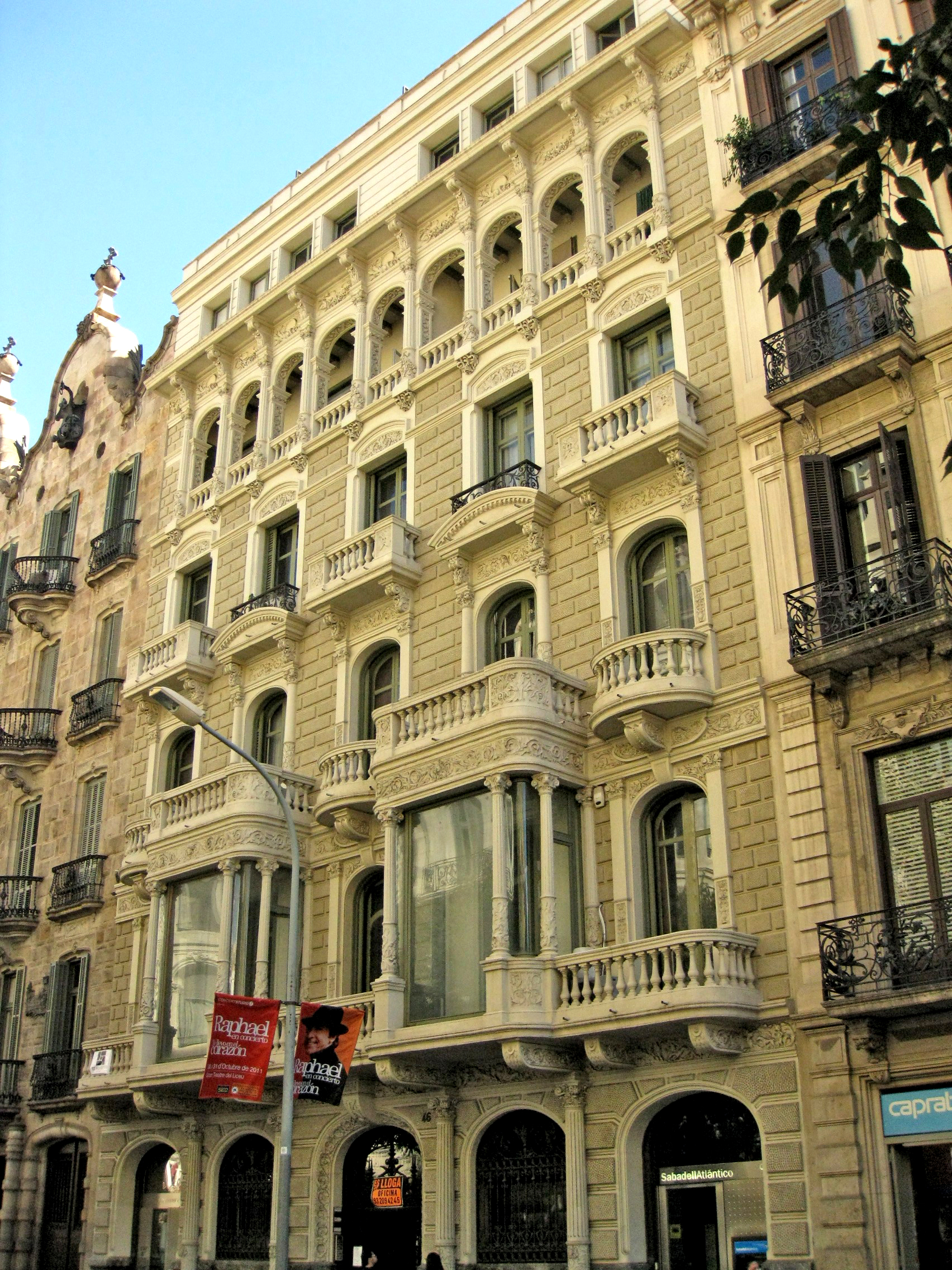
Casa Antoni Salvadó (Barcelona)
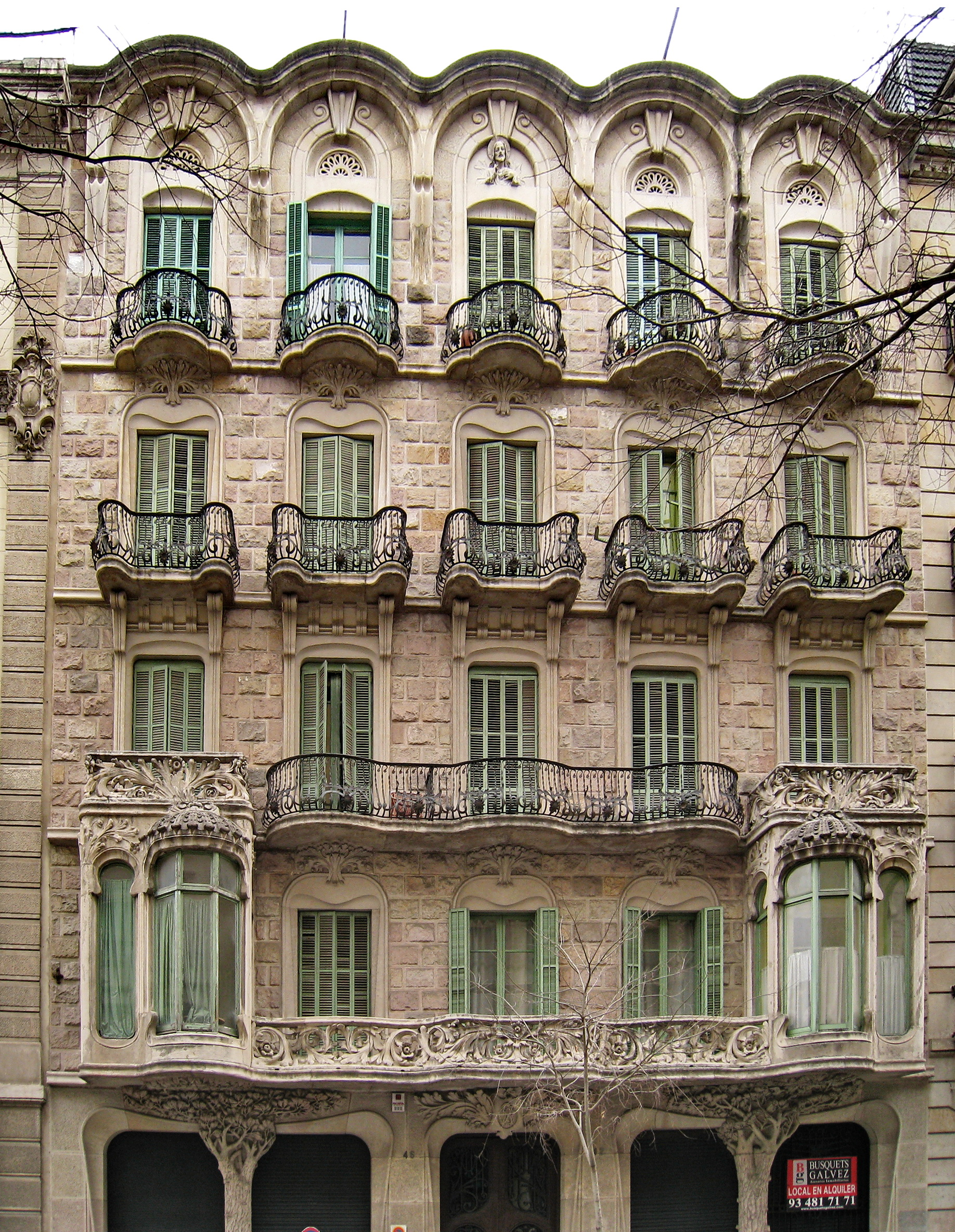
Casa Antònia Burés (Barcelona)
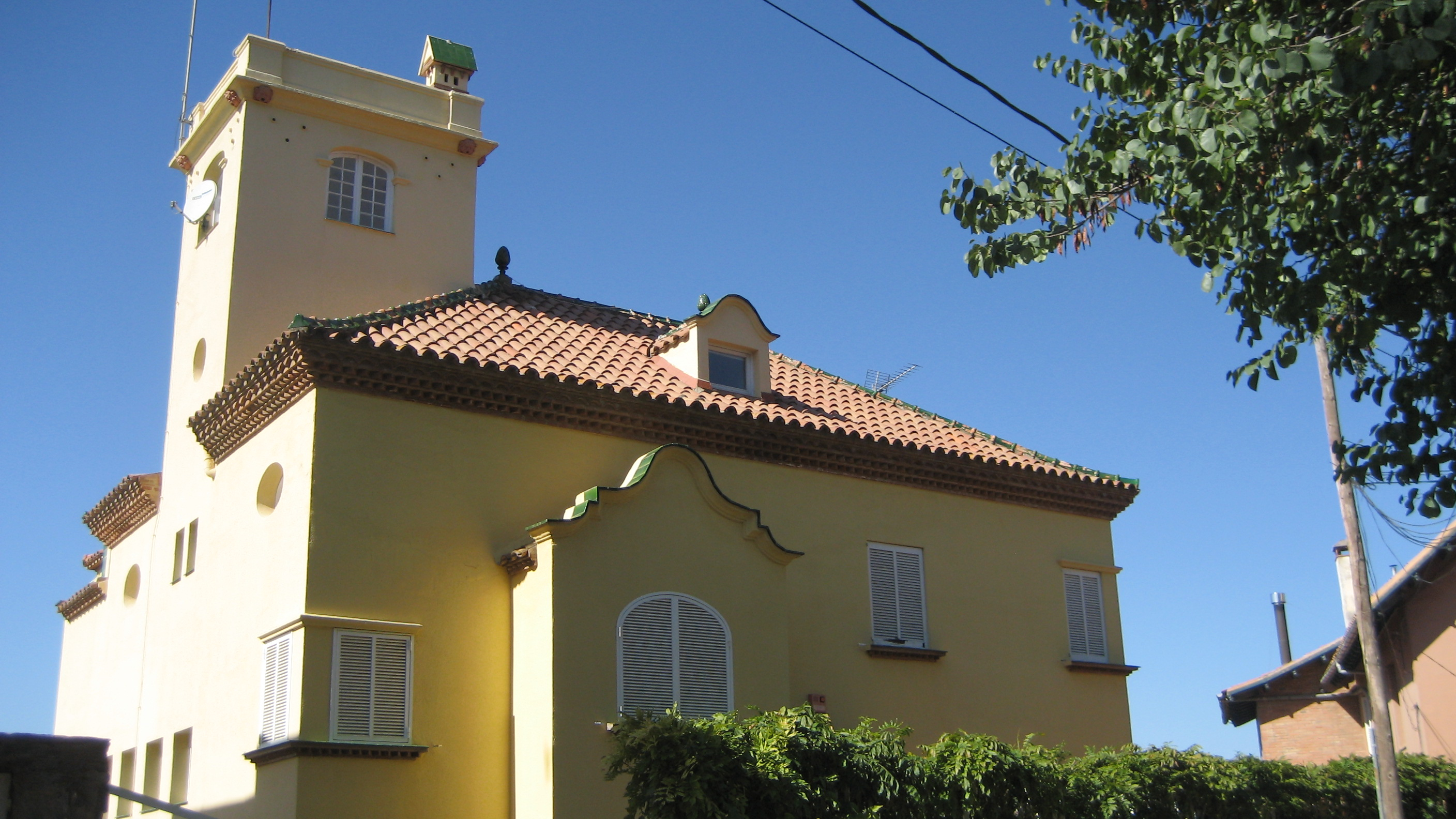
Villa Mercedes (Barcelona)
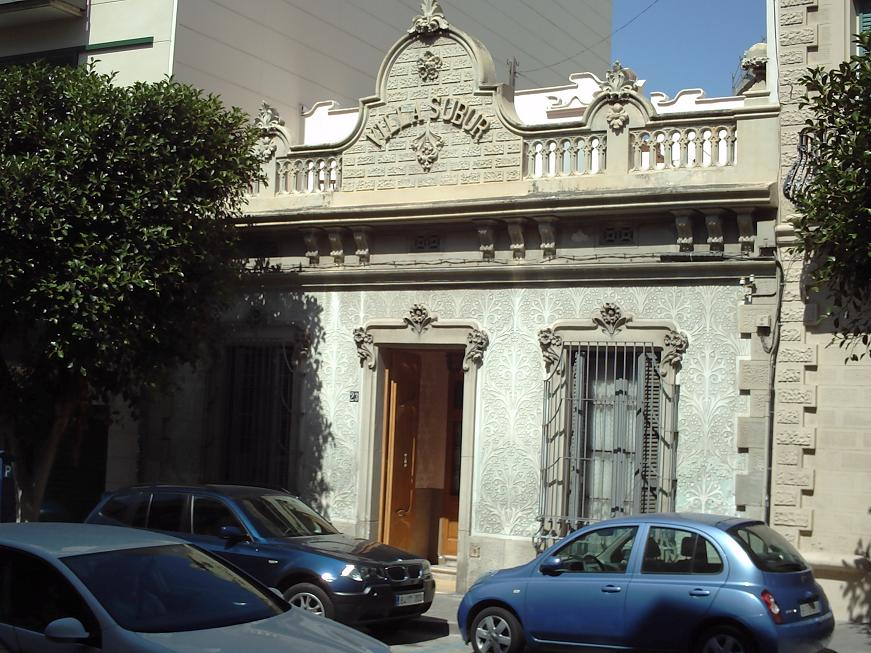
Villa Subur (Sitges)